# Форт Риказоли
Форт Риказоли (также встречается написание Рикасоли; итал. Forte Ricasoli, мальт. Forti Rikażli) ― это фортификационное сооружение в мальтийском городе Калкара, построенное госпитальерами в период между 1670 и 1698 годами. Укрепления форта занимают мыс Виселиц (англ. Gallows' Point) и северное побережье залива Ринелла; на протяжении нескольких столетий Риказоли, наряду с фортом Святого Эльма, помогал контролировать вход судов в Великую гавань. Риказоли является крупнейшим фортом Европы; в 1998 году он был включён в предварительный список всемирного наследия ЮНЕСКО как часть объекта «Рыцарские укрепления вокруг гаваней Мальты».
Форт использовался по своему назначению во время французского вторжения на Мальту в 1798 году и последовавшей за ним осады Мальты, в результате которой архипелаг оказался в руках Великобритании. В 1807 году Риказоли был  эпицентром мятежа полка Фроберга, позднее в постройках форта стал располагаться военный госпиталь. Во время Второй мировой войны некоторые участки форта были разрушены в результате воздушных бомбардировок. В 1960-х годах Риказоли был выведен из эксплуатации, и его сооружения стали использоваться в промышленных целях.
В настоящее время вокруг Риказоли располагается промышленный парк, а сам форт находится в полуразрушенном состоянии (мыс, на котором он построен, подвержен береговой эрозии, и вследствие этого некоторые стены между бастионами № 3 и № 4 уже рухнули в море). В июне 2019 года были утверждены планы по восстановлению форта.

## История

### Строительство
В 1669 году, после падения Кандии в ходе Критской войны 1645―1669 годов, на Мальте усилились опасения по поводу нападения османов, и в следующем году великий магистр ордена иоаннитов Николас Котонер обратился за помощью к Антонио Маурицио Вальперге, военному инженеру из Савойского дома, с целью усовершенствовать мальтийские укрепления. Вальперга за несколько месяцев разработал проект нового форта, а флорентийский рыцарь Джованни Франческо Риказоли, в честь которого впоследствии было названо это сооружение, пожертвовал 20 тысяч скудо на его строительство. Первый камень в основание форта был заложен 15 июня 1670 года, и начальными этапами его строительства руководил сам Вальперга. В 1681 году фламандский инженер Карлос де Грюненберг предложил внести некоторые изменения в конструкцию форта ― они в итоге были одобрены и воплощены в жизнь. Часовня, казармы и прочие мелкие постройки на территории форта были сооружены в 1680―1690-х годах. В мае 1698 года Риказоли был полностью вооружён и готов к эксплуатации.
В 1714 году французские инженеры Жако де Пуижиран де Тинье и Шарль Франсуа де Мондион сочли бастионы форта слишком ненадёжными; вследствие этого де Тинье предложил отремонтировать действующие парапеты и амбразуры, а также внести ряд усовершенствований в конструкцию укреплений ― в частности, соорудить ретраншемент. В то же время генерал Филипп де Вандом предложил выкопать канал, который бы отделял сооружения форта от «большой земли». Ремонтные работы, инициированные де Тинье, были проведены в 1722 году, хотя из-за нехватки средств пришлось отказаться и от рытья канала, и от постройки ретраншемента. К середине XVIII века укрепления Риказоли пришли в упадок.
«Возрождение» форта произошло в 1785 году, когда он был оснащён восемьюдесятью пушками, включая сорок одну 24-фунтовую: это сделало Риказоли самым надёжно вооружённым фортом на Мальте. Части крепостной стены были перестроены в 1790-х годах под руководством Антуана Этьена де Тузара. До строительства исправительного учреждения Коррадино некоторые постройки форта выполняли роль тюрьмы.

### Французская оккупация
Во время французского вторжения на Мальту в июне 1798 года, явившегося одним из эпизодов революционных войн, гарнизон форта сумел отразить три атаки французов, прежде чем фон Гомпеш, гроссмейстер Ордена Святого Иоанна, официально капитулировал перед Наполеоном.
В ходе последующего восстания и осады острова форт оставался в руках французов. 

### Форт в Британской империи
Форт продолжал оставаться действующим военным объектом на протяжении «британского периода» истории Мальты. В 1807 году албанские солдаты из полка Фроберга подняли бунт и заперлись в Риказоли. Солдаты, невзирая на попытки переговоров, предпринимавшиеся британским руководством, взорвали главный пороховой склад, причинив форту значительный ущерб. Бунт в итоге был подавлен; некоторые из мятежников были приговорены военным трибуналом к смертной казни. В 1829 году крепость обзавелась новым пороховым складом ― взамен старого, разрушенного во время мятежа.
В конце 1820-х ― начале 1830-х годов, до открытия больницы Биги, в форте временно располагался военно-морской госпиталь. Во время эпидемии холеры в 1837 году пациенты, заразившиеся этой болезнью во Флориане, были переведены в Риказоли. Большинство из них умерли в течение нескольких дней и были похоронены на близлежащем кладбище Вид-Гаммик. В 1865 году в Риказоли вспыхнула ещё одна эпидемия холеры.
В 1900-х годах на территории форта были установлены огневые точки и возведены прожекторные батареи, появилась торпедная база. В 1930-х годах на бастионах № 2, № 3 и № 4 были построены бетонные башни управления огнём.
Риказоли принимал активное участие в обороне Мальты во время Второй мировой войны: так, 26 июля 1941 года он помог отразить итальянскую атаку на Великую гавань. В апреле 1942 года ворота форта были разрушены в результате немецкой воздушной бомбардировки (впоследствии, в 1958 году, они будут восстановлены). В 1947―1958 годах в сооружениях форта находились казармы. В 1964 году Британское адмиралтейство передало контроль над Риказоли правительству Мальты.